# Nicolai von Essen
Nicolai von Essen (auch Nikolai, russisch Николай Карлович Эссен; * 14. Juli 1885 in Schuwalowo, Sankt Petersburg; † 4. April 1945 in Prag) war ein deutsch-baltischer Offizier in kaiserlich russischen Diensten und Genealoge.

## Leben
Nicolai von Essen war ein Nachkomme der aus Westfalen stammenden und in Estland und Livland immatrikulierten Familie von Essen (Haus Kiwidepäh-Parmel). Er war der Sohn des in russischen Diensten stehenden Generalmajors Karl Friedrich Magnus von Essen (1851–1915) und dessen Frau Sophia, geb. Moldakova (1860–1912).
Er absolvierte wie der Vater eine Laufbahn im russischen Militär. Er besuchte ab 1903 das Alexander-Kadetten-Corps und trat 1905 in die Pawlower Militärschule ein. Ab April 1905 gehörte er als Leutnant zum Semjonowskoje-Leibgarderegiment. Er nahm an mehreren Schlachten des Ersten Weltkrieges teil und wurde mehrfach verwundet. Zuletzt im Range eines Obersts, ging er nach der im Dezember 1917 erfolgten Auflösung des Regiments nach St. Petersburg, wo er ab 1918 als Archivar in der Eremitage tätig wurde. 1920 ging er nach Estland, wo er in Tartu lebte und ab 1928 wohnte er in Tallinn.
Nach seinem Abschied vom Militär widmete er sich der Genealogie der baltischen Adelshäuser. Er war Mitglied der Kaiserlichen Militärhistorischen Gesellschaft, der St. Petersburger Genealogischen Gesellschaft und der Moskauer Genealogischen Gesellschaft. Vom Beginn der 1920er Jahre und bis 1939 war er Genealoge der Estländischen Ritterschaft in Reval und leitete das Archiv des Estländischen Gemeinnützigen Verbandes. Er war Bearbeiter des Teils „Oesel“ des in mehreren Bänden herausgegebenen Genealogischen Handbuches der baltischen Ritterschaften. Weitere Mitarbeiter waren u. a. Heinrich von zur Mühlen, O. M. von Stackelberg und Astaf von Transehe-Roseneck.
1939 wurde er in Folge des Hitler-Stalin-Pakts in den Reichsgau Wartheland nach Posen umgesiedelt. wo er von 1940 bis 1944 als Angestellter der Landessippenstelle tätig war.
Nicolai von Essen heiratete am 16. September 1907 in St. Petersburg Rita Peetz (* 14. April 1889). Der Ehe entstammten die Kinder Nikolai (* 19. Dezember 1908) und Irina (* 25. Dezember 1918).
Von Essen starb 1945 im von den Deutschen okkupierten Prag.

## Auszeichnungen
- St.-Stanislaus-Orden 3. Klasse (1906)
- St.-Annen-Orden 3. Klasse mit Schwertern und einem Bogen (1914)
- St.-Annen-Orden 2. Klasse mit Schwertern (1915)
- St.-Wladimir-Orden 4. Klasse mit Schwertern und einem Bogen
- St.-Stanislaus-Orden 2. Klasse mit Schwertern (1915)
- St.-Annen-Orden 4. Klasse mit der Aufschrift „für Tapferkeit“ (1916)[2]

## Werke
- Als Bearbeiter: Genealogisches Handbuch der Oeselschen Ritterschaft.  Ilutrükk, Tartu 1935. (Digitalisat BSB München) Nachdruck: Hirschheydt, Hannover-Döhren 1971.
- Als Herausgeber mit Paul Johansen: Das Revaler Geleitsbuch 1515–1626. (= Publikationen aus dem Stadtarchiv Tallinn), Tohver, Tallinn 1939.